# ميودراغ يوفانوفيتش
ميودراغ يوفانوفيتش (بالصربية: Миодраг Јовановић)‏ (24 مارس 1977 في صربيا - ) هو لاعب كرة قدم صربي في مركز الدفاع. لعب مع النجم الأحمر بلغراد ورادنيتشكي نيش وFC Chernomorets Novorossiysk ‏ وFK Zvezdara ‏ وFC Spartak-Chukotka Moscow ‏ ونادي خيمكي.

## وصلات خارجية
- ميودراغ يوفانوفيتش على موقع قاعدة بيانات كرة القدم.إي يو (الإنجليزية)